# Danell Leyva
Danell Leyva, né le 30 octobre 1991 à Cárdenas (Cuba), est un gymnaste américain.

## Biographie
Il est médaillé d'or aux barres parallèles des championnats du monde de 2011 et médaillé de bronze au concours général individuel aux Jeux Olympiques de Londres 2012. C'est un spécialiste des barres parallèles et de la barre fixe.

## Vie privée
Danell Leyva est ouvertement bisexuel.

## Palmarès

### Jeux olympiques
- Londres 2012
  - 5e au concours par équipes
  -  médaille de bronze au concours général individuel
  - 5e à la barre fixe
- Rio 2016
  -  médaille d'argent aux barres parallèles
  -  médaille d'argent à la barre fixe

### Championnats du monde
- Tokyo 2011
  -  médaille d'or aux barres parallèles
  -  médaille de bronze au concours par équipes

- Rotterdam 2010
  - 4e au concours par équipes
  - 5e à la barre fixe

- Londres 2009
  - 4e à la barre fixe